# プルネット
プルネット（伊: Prunetto）は、イタリア共和国ピエモンテ州クーネオ県にある、人口約400人の基礎自治体（コムーネ）。

## 地理

### 位置・広がり
| 隣接するコムーネは以下の通り。 - カステッレット・ウッツォーネ - ゴルツェーニョ - ゴッタセッカ - レーヴィチェ - モンバルカーロ - モネジーリオ |

#### 地震分類
イタリアの地震リスク階級 (it) では、4 に分類される
。

## 行政

### 分離集落
プルネットには、以下の分離集落（フラツィオーネ）がある。
- Colombi, Lisinotti, Moglie, Sotto la Rocca, Sulite